# Barrow (rzeka)
Barrow (irl. An Bhearú) – rzeka w Irlandii, jedna z tzw. trzech sióstr (pozostałe dwie to Suir i Nore). Rzeka Barrow jest drugą, po rzece Shannon, co do długości, rzeką w Irlandii.
Rzeka przepływa przez miasta Portarlington, Monasterevin, Carlow, Graiguenamanagh i New Ross.